# Eremochrysa (Eremochrysa) tibialis
Eremochrysa (Eremochrysa) tibialis is een insect uit de familie van de gaasvliegen (Chrysopidae), die tot de orde netvleugeligen (Neuroptera) behoort. 
Eremochrysa (Eremochrysa) tibialis is voor het eerst wetenschappelijk beschreven door Banks in 1950.